# White Damson (Sargent)
White Damson (Sargent) es una variedad cultivar de ciruelo (Prunus domestica subsp. insititia), de las denominadas ciruelas europeas.
Una variedad de ciruela ciruela conocida en Inglaterra y Reino Unido desde el siglo  XVII .
Las frutas tienen un tamaño pequeño, piel gruesa, ácida, siendo el color de la piel amarillo verdoso  con manchas de rojo carmín en las zonas expuestas al sol, y pulpa de color verde amarillento, textura moderadamente firme, muy jugosa dulce con un sabor subácido y astringente.

## Historia
Las ciruelas "Damson" blancas son descendientes de variedades nativas de Siria y se han cultivado desde la antigüedad. Los expertos creen que las frutas se encontraron específicamente en Damasco, la capital de Siria. El nombre "Damson" deriva de "damascene", una derivación de Damasco. Varias teorías explican la propagación de las ciruelas "Damson", y la más común se remonta a los romanos. El Imperio Romano estableció caminos, y una serie de rutas comerciales para transportar bienes materiales, alimentos y otros suministros por toda Europa. Durante su gobierno, se plantaron ciruelas "Damson" a lo largo de sus caminos y en los campamentos establecidos, y se pueden encontrar evidencias de ciruelos Damson en algunos sitios en Inglaterra donde se sabe que se establecieron los romanos.
Algunos expertos también creen que los cruzados pueden haber traído huesos de "Damson" de Siria y plantado las semillas en Inglaterra en algún momento alrededor de 1220 d. C. Con el tiempo, las ciruelas "Damson" se cultivaron en jardines domésticos como una variedad culinaria y como seto protector para otras plantas de huerto.
'White Damson (Sargent)' variedad de ciruela antigua que fue descrita ya en 1629. Durante la época victoriana, las ciruelas Damson blancas se cultivaban ampliamente en Worcestershire, Buckinghamshire, Shropshire, Cheshire, Westmorland y Cumbria, en Inglaterra.
'White Damson (Sargent)' está cultivada en diversos bancos de germoplasma de cultivos vivos, tales como en National Fruit Collection (Colección Nacional de Fruta) de Reino Unido con el número de accesión: 1982-303 y Nombre Accesión : White Damson (Sargent).  El espécimen fue recibido en el «National Fruit Trials» (Probatorio Nacional de Frutas), para evaluar sus características en 1982.

## Características
'White Damson (Sargent)' árbol de porte extenso, moderadamente vigoroso, erguido, productivo, floración abundante. Autofértil. Flor blanca, que tiene un tiempo de floración que comienza a partir del 11 de abril con el 10% de floración, para el 14 de abril tiene una floración completa (80%), y para el 23 de abril tiene un 90% de caída de pétalos.
'White Damson (Sargent)' tiene una talla de tamaño pequeño de forma ovalada, cavidad poco profunda, estrecha, abrupta, sutura pronunciada, una línea distinta; ápice redondeado, con peso promedio de 8.40 g; epidermis tiene una piel gruesa, ácida, siendo el color de la piel amarillo verdoso con manchas de rojo carmín en las zonas expuestas al sol, cubierto de pruina de mediano espesor, punteado pequeños, pocos; pedúnculo glabro, con una longitud promedio de 9.27 mm, pubescente, bien adherido al fruto con la cavidad del pedúnculo estrecha y apenas pronunciada; pulpa de color verde amarillento, textura moderadamente firme, muy jugosa dulce con un sabor subácido y astringente.
Hueso adherido, irregular y ampliamente ovada, aplanada, áspera, ligeramente comprimida y con cuello en la base, roma o aguda en el ápice, sutura ventral estrecha, alada, sutura dorsal aguda o levemente surcada.
Su tiempo de recogida de cosecha es tardío, se inicia en su maduración de mediados a finales de septiembre.

## Usos
Esta ciruela es bien conocida en diversas regiones de Inglaterra pues hace unos muy buenos guisos, licores, mermeladas, empanadas, y para congelación.